# ولی لتلا
ولی لتلا (انگلیسی: Veli Lehtelä؛ ۶ september ۱۹۳۵ – ۳ ژوئن ۲۰۲۰) ورزشکار روئینگ اهل فنلاند بود.
وی در مسابقات کشوری و بین‌المللی در مجموع برندهٔ ۲ مدال طلا، ۲ مدال نقره، ۲ مدال برنز شده‌است.